# Alberto I di Brunswick-Grubenhagen

Stemma dei Brunswick-Lüneburg

Alberto I di Braunschweig-Grubenhagen (1339 circa – 1383 circa) è stato un nobile tedesco; è stato duca di Brunswick-Lüneburg e principe Grubenhagen dal 1361 alla sua morte.

## Biografia
Era il figlio di Ernesto I di Brunswick-Grubenhagen, al quale succedette alla sua morte sul principato di Grubenhagen e Salzderhelden assieme ai suoi fratelli Giovanni II di Braunschweig-Grubenhagen (abdicò nel 1364), Ernesto II di Braunschweig-Grubenhagen (morto verso il 1400/1405), Federico di Braunschweig-Grubenhagen (morto nel 1420) di Osterode am Harz e Herzberg am Harz.

## Discendenza
Nel 1371 sposò Agnese (morta nel 1410), figlia di Magnus II di Brunswick-Wolfenbüttel. Ebbero un figlio Erich, suo successore.

## Ascendenza
|                                       |   |                         | Genitori                    |  |  | Nonni |  |  | Bisnonni                        |  |  | Trisnonni                      |  |
|                                       |   |                         |                             |  |  |       |  |  | Alberto I di Brunswick-Lüneburg |  |  | Ottone I di Brunswick-Lüneburg |  |
|                                       |   |                         |                             |  |  |       |  |  | Alberto I di Brunswick-Lüneburg |  |  | Ottone I di Brunswick-Lüneburg |  |
|                                       |   | Matilda del Brandeburgo |                             |  |  |       |  |  | Alberto I di Brunswick-Lüneburg |  |  |                                |  |
| Enrico I di Brunswick-Lüneburg        |   |                         |                             |  |  |       |  |  | Alberto I di Brunswick-Lüneburg |  |  |                                |  |
|                                       |   | Alessia del Monferrato  | Bonifacio II del Monferrato |  |  |       |  |  |                                 |  |  |                                |  |
|                                       |   | Alessia del Monferrato  | Bonifacio II del Monferrato |  |  |       |  |  |                                 |  |  |                                |  |
|                                       |   | Alessia del Monferrato  | Margherita di Savoia        |  |  |       |  |  |                                 |  |  |                                |  |
| Ernesto I di Brunswick-Grubenhagen    |   | Alessia del Monferrato  |                             |  |  |       |  |  |                                 |  |  |                                |  |
|                                       |   | Alberto II di Meißen    | Enrico III di Meißen        |  |  |       |  |  |                                 |  |  |                                |  |
|                                       |   | Alberto II di Meißen    | Enrico III di Meißen        |  |  |       |  |  |                                 |  |  |                                |  |
|                                       |   | Alberto II di Meißen    | Costanza d'Austria          |  |  |       |  |  |                                 |  |  |                                |  |
| Agnese di Meissen                     |   | Alberto II di Meißen    |                             |  |  |       |  |  |                                 |  |  |                                |  |
|                                       |   | Margherita di Sicilia   | Federico II di Svevia       |  |  |       |  |  |                                 |  |  |                                |  |
|                                       |   | Margherita di Sicilia   | Federico II di Svevia       |  |  |       |  |  |                                 |  |  |                                |  |
|                                       |   | Margherita di Sicilia   | Isabella d'Inghilterra      |  |  |       |  |  |                                 |  |  |                                |  |
| Alberto I di Braunschweig-Grubenhagen |   | Margherita di Sicilia   |                             |  |  |       |  |  |                                 |  |  |                                |  |
|                                       | … | …                       |                             |  |  |       |  |  |                                 |  |  |                                |  |
|                                       | … | …                       |                             |  |  |       |  |  |                                 |  |  |                                |  |
|                                       | … | …                       |                             |  |  |       |  |  |                                 |  |  |                                |  |
| Enrico II di Eberstein                | … |                         |                             |  |  |       |  |  |                                 |  |  |                                |  |
|                                       |   | …                       | …                           |  |  |       |  |  |                                 |  |  |                                |  |
|                                       |   | …                       | …                           |  |  |       |  |  |                                 |  |  |                                |  |
|                                       |   | …                       | …                           |  |  |       |  |  |                                 |  |  |                                |  |
| Adelaide di Everstein-Polle           |   | …                       |                             |  |  |       |  |  |                                 |  |  |                                |  |
|                                       |   | …                       | …                           |  |  |       |  |  |                                 |  |  |                                |  |
|                                       |   | …                       | …                           |  |  |       |  |  |                                 |  |  |                                |  |
|                                       |   | …                       | …                           |  |  |       |  |  |                                 |  |  |                                |  |
| …                                     |   | …                       |                             |  |  |       |  |  |                                 |  |  |                                |  |
|                                       |   | …                       | …                           |  |  |       |  |  |                                 |  |  |                                |  |
|                                       |   | …                       | …                           |  |  |       |  |  |                                 |  |  |                                |  |
|                                       |   | …                       | …                           |  |  |       |  |  |                                 |  |  |                                |  |
|                                       |   | …                       |                             |  |  |       |  |  |                                 |  |  |                                |  |

| Controllo di autorità | VIAF (EN) 81100077 · CERL cnp01158195 · GND (DE) 136818439 |